# 마이 데스티니 (드라마)
《마이 데스티니》(영어: My Destiny)는 2014년 방영된 필리핀의 드라마이다.